# Michał Roth
Michał Roth albo Rott (ur. 1 października 1721 w Iłukszcie na Polskich Inflantach (Łatgalia), zm. 22 listopada 1785 w Dagdzie) – jezuita, misjonarz i pisarz tworzący w języku łatgalskim.

## Życiorys
Urodzony w mieszczańskiej rodzinie kurlandzkiej pochodzenia niemieckiego, ukończył retorykę (najprawdopodobniej w jezuickiej szkole w Iłukszcie) i wstąpił 22 lipca 1737 w Wilnie do zakonu. Dwuletni nowicjat odbył przy wileńskim kościele św. Ignacego, potem rok uczęszczał do seminarium nauczycielskiego w Słucku, po czym – pomiędzy 1740 i 1741 – nauczał w Dyneburgu w klasach gramatyki i poetyki.
W latach 1741-1744 studiował w Nieświeżu filozofię, a od 1744 do 1748 – w Akademii Wileńskiej – teologię, przyjmując 16 maja 1747 w katedrze wileńskiej święcenia kapłańskie. Po odbyciu w Wilnie w latach 1748-1749 studium prawa zakonnego złożył 2 lutego 1755 śluby zakonne.
Od 1749 pracował na stacji misyjnej (ufundowanej przez Jana Augusta Hylzena) w Kownacie do roku 1765, a następnie w misji w Dagdzie jako jej przełożony, nawet po kasacie zakonu 1773, aż do śmierci w 1785. Wśród miejscowej ludności zyskał sobie przydomek "Apostoła Łotwy". Wydał po łatgalsku m.in. "Katechizm łotewski" i "Książkę do nabożeństwa".
Źródła
- S. Orgelbranda Encyklopedia Powszechna (1898), t. XIII, str.103
- Polski Słownik Biograficzny, t.XXXII/2, 1990, str. 292-293

Bibliografia
- Encyklopedia wiedzy o jezuitach na ziemiach Polski i Litwy, 1564-1995, Wydział Filozoficzny Towarzystwa Jezusowego, Kraków 1996